# .mc
.mc — в Інтернеті, національний домен верхнього рівня (ccTLD) для Монако.

## Домени 2-го та 3-го рівнів
В цьому національному домені нараховується близько 591,000 вебсторінок (станом на січень 2007 року).
У наш час використовуються та приймають реєстрації доменів 3-го рівня такі доменні суфікси (відповідно, існують такі домени 2-го рівня):
| Суфікс  | Регламентовані користувачі      |
| .com.mc | Комерційні установи, корпорації |